# Titolo di città in Lussemburgo

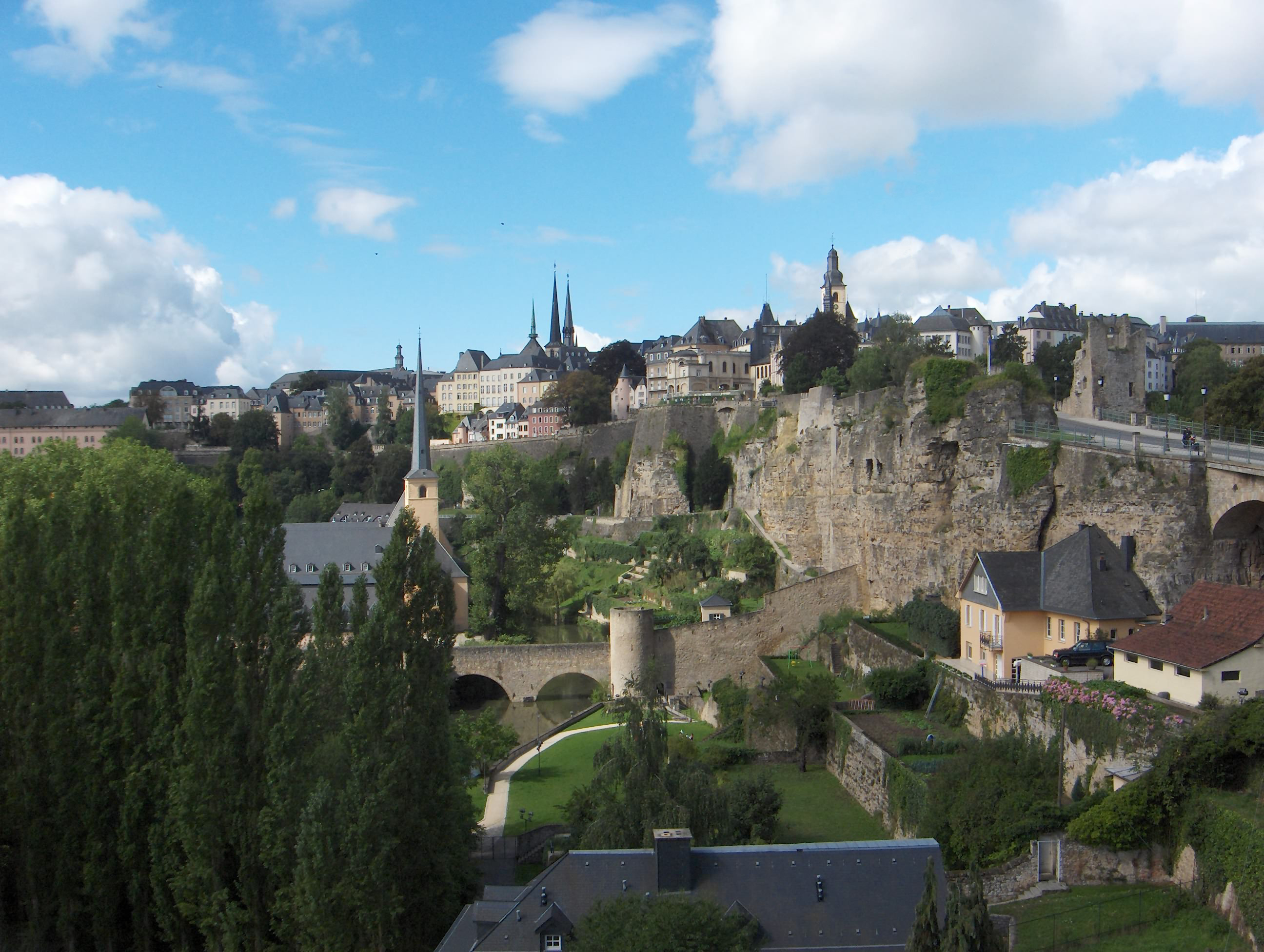
Città di Lussemburgo

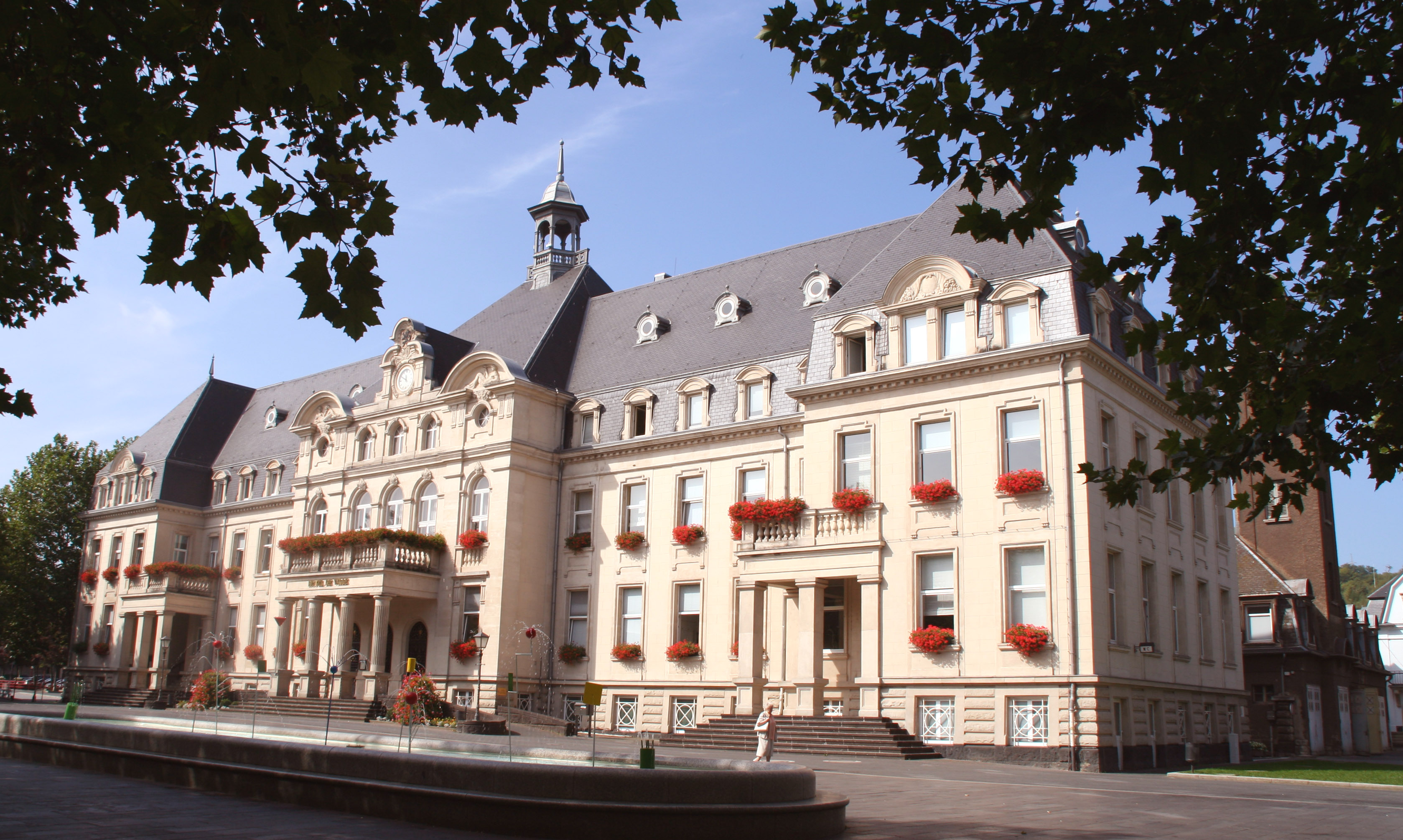
Dudelange

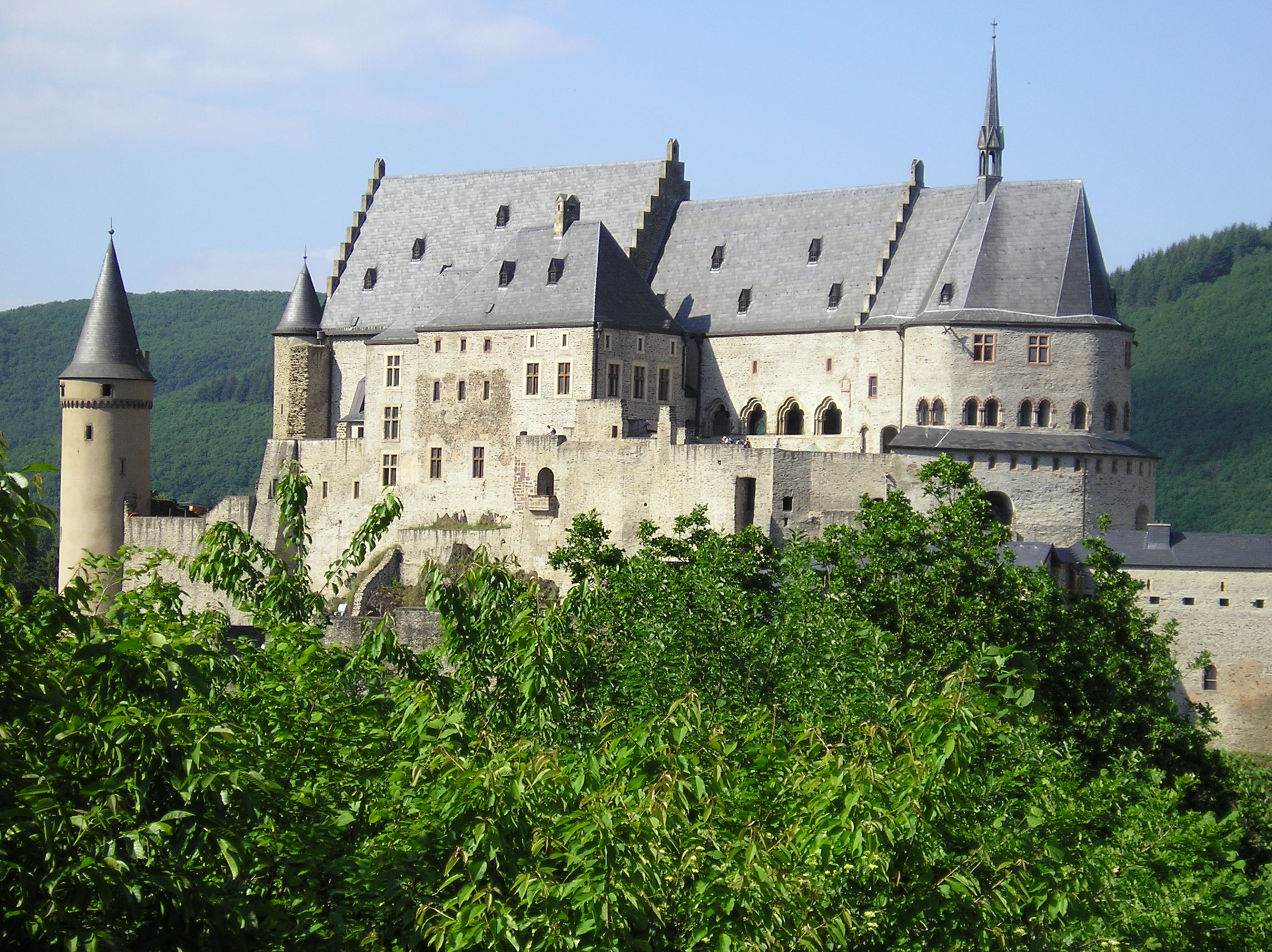
Vianden

Di seguito vengono elencati i 12 comuni con status di città del Lussemburgo.

## Terminologia
Il rango di città viene attribuito dalla legge. Alcune città si fregiano del titolo dal Medioevo, prassi poi confermata dalla prima legge sui comuni del 24 febbraio 1843. Anche la nuova legge sui comuni del 13 dicembre 1988 non ha fatto che confermare lo status delle dodici città lussemburghesi.

## Elenco
| Stemma | Nome tedesco        | Nome francese    | Nome lussemburghese          | Cantone          | Distretto    | Concessione status | Abitanti (censimento del 2016) | Superficie (km²) |
| ------ | ------------------- | ---------------- | ---------------------------- | ---------------- | ------------ | ------------------ | ------------------------------ | ---------------- |
|        | Diekirch            | Diekirch         | Dikrech                      | Diekirch         | Diekirch     | entro il 1400      | 6.896                          | 12.42            |
|        | Differdingen        | Differdange      | Déifferdeng                  | Esch-sur-Alzette | Lussemburgo  | 4 agosto 1907      | 24.805                         | 22.18            |
|        | Düdelingen          | Dudelange        | Diddeleng                    | Esch-sur-Alzette | Lussemburgo  | 4 agosto 1907      | 20.003                         | 21.38            |
|        | Echternach          | Echternach       | Iechternach                  | Echternach       | Grevenmacher | entro il 1300      | 5.249                          | 20.49            |
|        | Esch an der Alzette | Esch-sur-Alzette | Esch-Uelzecht                | Esch-sur-Alzette | Lussemburgo  | 29 maggio 1906     | 33.939                         | 14.35            |
|        | Ettelbrück          | Ettelbruck       | Ettelbréck                   | Diekirch         | Diekirch     | 4 agosto 1907      | 8.544                          | 15.18            |
|        | Grevenmacher        | Grevenmacher     | Gréiwemaacher                | Grevenmacher     | Grevenmacher | entro il 1300      | 4.794                          | 16.48            |
|        | Luxemburg           | Luxembourg       | Lëtzebuerg (Stad Lëtzebuerg) | Lussemburgo      | Lussemburgo  | entro il 1300      | 115.227                        | 51.46            |
|        | Remich              | Remich           | Réimech                      | Remich           | Grevenmacher | entro il 1400      | 3.482                          | 5.29             |
|        | Rümelingen          | Rumelange        | Rëmmeleng                    | Esch-sur-Alzette | Lussemburgo  | 4 agosto 1907      | 5.422                          | 6.83             |
|        | Vianden             | Vianden          | Veianen                      | Vianden          | Diekirch     | entro il 1400      | 1.918                          | 9.67             |
|        | Wiltz               | Wiltz            | Wolz                         | Wiltz            | Diekirch     | entro il 1200      | 6.522                          | 19.37            |